# Yumo Mikyo Dorje
Yumo Mikyo Dorje (tibétain : ཡུ་མོ་མི་བསྐྱོད་རྡོ་རྗེ་, Wylie : yu mo mi bskyod rdo rje) est un disciple de l'universitaire cachemiri, Somanātha. Il est le fondateur de l'école Jonang (branche du Sarmapa, nouvelle vague du bouddhisme tibétain du XIe siècle)
L'école Jonang dure jusqu'à son absorption forcée à l'école Gelugpa par Lobsang Gyatso, 5e dalaï-lama, et son interdiction au Tibet central, lors de sa prise de pouvoir, intronisé par Güshi Khan, un mongol qoshot, roi du Tibet peu après le décès de Taranatha 1635.